# Chromocryptus weemsi
Chromocryptus weemsi là một loài tò vò trong họ Ichneumonidae.